# Colonia Guadalupe, San Felipe del Progreso
Colonia Guadalupe är en ort i kommunen San Felipe del Progreso i delstaten Mexiko i Mexiko. Samhället hade 263 invånare vid folkräkningen 2020.